# Мариинская
Мариинская — станица в Константиновском районе Ростовской области.
Входит в состав Николаевского сельского поселения.

## География

### Улицы
| - ул. 9 Мая - ул. Донская - ул. Зелёная - ул. Луговая | - ул. Мира - ул. Молодёжная - ул. Набережная - ул. Степная | - ул. Центральная - ул. Широкая - пер. Горный - пер. Мирный |

## История
Образована в 1844 году соединением в одну станиц Быстрянской и Нижне-Каргальской, причем поселением вновь образованной станицы стало поселение бывшей Быстрянской.
Новая станица получила своё имя в честь Марии — дочери Николая I.
В состав общества входили также хутора: Белянско-Быстрянский, Белянско-Каргальский, Большой (ныне станица Большовская), Вербовский, Каргальский (бывшая станица Рабичев-Белянский, иногда — Рябичев-Белянский); по реке Белой, Рабичев-Задонский, Холодный.
На реке Белой в юрте станицы находились летние лагеря, где обучались молодые казаки 1-го Донского округа.

## Население
| 2010 |
| ---- |
| 519  |

## Достопримечательности
- В станице находится воинское захоронение. Памятник символизирует скорбящую казачку с низко опущенной головой. В руках казачка держит саблю, на которой стоит казачий головной убор. В центре, перед памятником, установлены три постамента, на которых закреплены мемориальные доски. Первая и третья плиты без названий. На второй плите высечена надпись: «Никто не забыт, ничто не забыто». Здесь же высечены 78 фамилий погибших воинов. По левой и правой стороне от памятника расположены 7 мраморных плит, на которых закреплены мемориальные доски. На 6 мемориальных досках высечены фамилии погибших воинов. Всего высечено 158 фамилий. На седьмой плите высечена надпись: «Воинам — землякам от тружеников колхоза „Большевик“». Мемориал-комплекс установлен воинам, погибшим в январе-феврале 1943 года при освобождении хуторов: Горский, Правда и ст. Мариинской. В братской могиле покоится прах 105 воинов.
- Церковь Святого Николая Чудотворца